# Rita Marley
Alpharita Constantia Anderson, conosciuta come Rita Marley (Santiago di Cuba, 25 luglio 1946), è una cantante giamaicana.

## Biografia
Nata a Cuba, crebbe in Giamaica, nel quartiere di Trenchtown a Kingston. Fu la moglie di Bob Marley dal 1966 fino alla sua morte, avvenuta nel 1981. Supportò inoltre il marito Bob facendogli da corista con il terzetto vocale de "I Threes", in sostituzione di Peter Tosh e Bunny Wailer, i primi coristi degli Wailers. Come il marito, anche Rita è rastafariana.

## Vita privata
Rita ha sei figli, tre da altre relazioni e tre con Bob. Bob ha adottato i due figli di Rita come propri e hanno il cognome di Marley. Bob ha 13 figli in totale: i due di Rita che ha adottato, tre nati da Rita e i rimanenti otto con altre donne. I figli di Rita sono, in ordine di nascita:
- Sharon Marley, nata il 23 novembre 1964 (figlia di Rita da una precedente relazione ma poi adottata da Marley dopo il suo matrimonio con Rita Marley)
- Cedella Marley, nata il 23 agosto 1967
- David Nesta "Ziggy" Marley, nato il 17 ottobre 1968
- Stephen Marley, nato il 20 aprile 1972
- Stephanie Marley, nata il 17 agosto 1974
- Serita Stewart, nata l'11 agosto 1975

## Discografia
- 1967 Pied Piper
- 1980 Rita Marley
- 1981 Who Feels it Knows it
- 1982 Harambe (Working Together for Freedom)
- 1988 We Must Carry on
- 1990 Beauty of God's
- 1990 Good Girls Cult
- 1990 One Draw
- 2003 Sings Bob Marley... and Friends
- 2004 Play Play
- 2005 Sunshine After Rain
- 2006 Giften Fourteen Carnation

## Libri
Rita Marley, Hettie Jones (2004). No Woman, No Cry: My Life with Bob Marley .